# Torquat d'Acci
Torquat és venerat com a sant patró de Guadix (Granada). La tradició el fa primer bisbe de la ciutat i un dels Set barons apostòlics de la Bètica. D'existència incerta, al voltant seu hi ha diverses llegendes i tradicions.

## Llegenda
No sabem res sobre la vida d'aquest bisbe. Segons la tradició, va evangelitzar la ciutat d'Acci (avui Guadix, a la província de Granada, on va ser el primer bisbe. No se sap del cert si hi hauria mort màrtir.
Segons aquesta tradició, Torquat va ésser un dels Set barons apostòlics, missioners que havien estat ordenats a Roma i enviats pels sants Pere apòstol i Pau de Tars a evangelitzar la Bètica al segle i, repartint-se en diferents ciutats i essent martiritzats tots ells.

## Historicitat
- Article principal: Set barons apostòlics

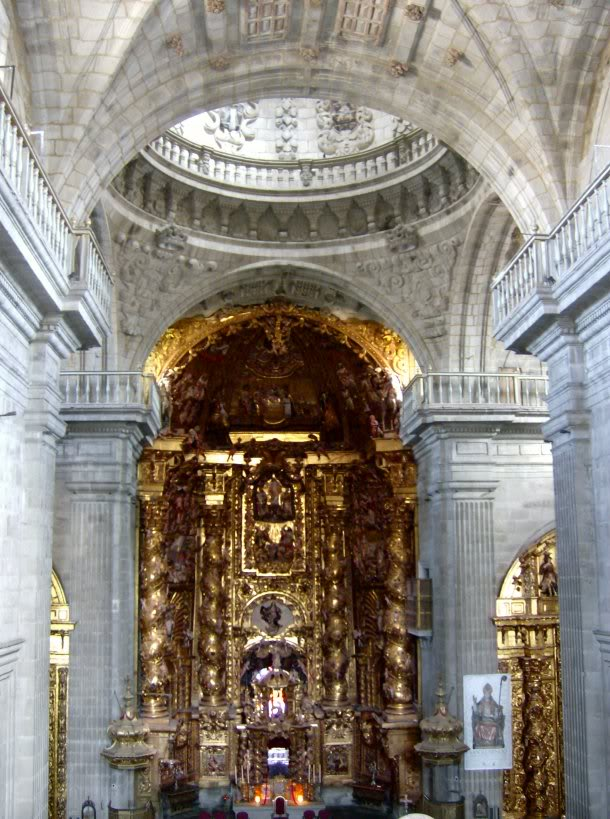
Altar de Celanova, amb les restes del sant.

Les fonts més antigues que citen els barons daten del segle X i podrien remuntar-se als segles VIII o IX; semblen, però, obres hagiogràfiques on, sense fonament històric, s'enaltia l'església andalusa, llavors sota el domini musulmà. En fonts anteriors, tant històriques com litúrgiques, i fins i tot en una inscripció del segle VI trobada a Guadix i on surten llistats trenta sants, no s'esmenten mai aquests sants. Segurament es tracta d'una llegenda pietosa de l'època visigoda, elaborada amb la intenció de reforçar els vincles de l'Església local amb Roma, fent que l'evangelització hispànica fos directament obra de la predicació de deixebles de l'apòstol Pere.
La llegenda tingué molt èxit, especialment a partir de la seva difusió en els falsos cronicons dels segles xvi i xvii i, particularment, de la falsa crònica de Dextre, que oferia molts detalls sobre els sants i la seva activitat en la Bètica, tots ells obra del falsificador jesuïta Jerónimo Román de la Higuera.

## Veneració
Les suposades relíquies de Torquat van ésser trobades al segle viii, quan la invasió musulmana de la regió. Van ésser traslladades, amb les d'Eufrasi d'Iliturgi, a Galícia i van instal·lar-se a l'església de Santa Comba de Baños. Al segle X es traslladaren al monestir de San Salvador de Celanova (Celanova, província d'Ourense).
En 1592, el sepulcre va ésser obert i part de les relíquies van ésser portades a la catedral de Guadix (un braç, la mandíbula i un os del peu), Santiago de Compostel·la, Ourense i El Escorial. Després també van dur-se'n algunes al col·legi jesuïta de Guadix i, en 1627, a la Catedral de Granada. Les de Celanova van quedar-se a l'altar major de l'església del monestir, juntament amb les de Rossend de Celanova.